# مروان أبو فاضل
مروان أبو فاضل هو سياسي لبناني من مواليد بلدة عين عنوب في قضاء عاليه عام 1958، حائز على ليسانس حقوق وماجيستر في العلوم السياسية، دخل الحياة السياسية منذ العام 1983 عندما أصبح مديراً لمكتب والده نائب رئيس المجلس النيابي اللبناني سابقاً منير أبو فاضل، بالإضافة إلى ذلك فهو عضو ناشط في اللجنة الوطنية لتخليد ذكرى الرئيس الراحل رشيد كرامي. انتخب عام 1992 نائباً عن قضاء عاليه، وشارك عام 2001 في تأسيس الحزب الديمقراطي اللبناني الّذي يرأسه النائب الأمير طلال أرسلان، ويشغل حالياً منصب نائب رئيس الحزب. ترشح في الانتخابات النيابية عام 2009 لكن الحظ لم يحالفه.

## وصلات خارجية
- الديمقراطي اللبناني للإعلام نسخة محفوظة 21 يناير 2018 على موقع واي باك مشين.